# Ashley Wagner
Ashley Elisabeth Wagner (Heidelberg, 16 maggio 1991) è un'ex pattinatrice artistica su ghiaccio statunitense.
Vincitrice del Quattro Continenti del 2012, Campionessa Nazionale nel 2012, 2013, 2015 e tre volte medaglia di bronzo (2008 e 2010 e 2016) ed ha ottenuto la medaglia d'argento ai campionati del mondo del 2016. Inoltre ha vinto la medaglia di bronzo nella gara a squadre alle Olimpiadi di Soči 2014.
Si è anche per due volte (2007 e 2009) classificata terza nei mondiali juniores.

## Carriera
Ashley Wagner ha iniziato a pattinare all'età di cinque anni ad Eagle River, in Alaska. La pattinatrice ha detto di aver scelto il proprio sport dopo che sua madre le aveva proposto di scegliere fra di esso e la danza classica, e di aver preso tale decisione perché non voleva fare nulla con ai piedi delle "scarpette rosa". Secondo quanto affermato da sua madre, Ashley ha iniziato presto a mostrare di avere talento ed ha vinto una medaglia d'oro già nella sua prima competizione.
Nel 1998, Ashley ha visto in televisione Tara Lipinski salire sul gradino più alto del podio alle Olimpiadi di Nagano. Da quel momento, ha deciso di voler riuscire a prendere parte ai Giochi Olimpici.

### Stagioni 2002-2003, 2003-2004 e 2004-2005
Nella stagione 2002-2003, la Wagner si è qualificata per i Campionati nazionali nella sezione per le categorie di livello Giovanile e Intermedio, ai quali ha partecipato classificandosi diciassettesima nella categoria Intermedia.
Nella stagione successiva, Ashley è salita di livello passando alla categoria Novice. Ha vinto la medaglia d'argento nella competizione regionale, ma essendosi classificata solo decima nella competizione del suo Stato, non si è qualificata per le nazionali del 2004.
Nella stagione 2004-2005 si è invece qualificata per il suo primo Campionato nazionale, dopo aver vinto l'oro sia alle "Northwest Pacific Regionals" che alle "Pacific Coast Sectionals". Alle nazionali, dove ha gareggiato nella categoria Novice, si è classificata settima.

### Stagioni 2005-2006 e 2006-2007
La stagione 2005-2006 ha segnato il passaggio della Wagner alla categoria Junior. Ha nuovamente vinto sia la competizione "Northwest Pacific Regional" che la "Pacific Coast Sectional", qualificandosi ancora una volta per le nazionali. Ai campionati nazionali del 2006 a Saint Louis, in Missouri, Ashley si è classificata quarta, ricevendo la medaglia di peltro. Dopo questo evento, è stata scelta per far parte della squadra statunitense per il Triglav Trophy in Slovenia, sua prima competizione internazionale importante e quindi suo debutto internazionale nella categoria Junior. In tale occasione ha eseguito sei salti tripli nel suo programma libero, inclusa una combinazione triplo Toe-loop-triplo Toe-loop; questo le ha permesso di passare dalla terza posizione guadagnata con il programma corto alla prima, in cui ha concluso la gara.
Nella stagione 2006-2007, la Wagner ha fatto il suo debutto nel Grand Prix ISU juniores di pattinaggio di figura, vincendo sia l'evento a Courchevel, in Francia, sia quello a L'Aia, nei Paesi Bassi. Con tali vittorie si è qualificata per la finale dello Junior Grand Prix a Sofia, in Bulgaria, dove ha vinto la medaglia d'argento dietro la connazionale Caroline Zhang, con un punteggio complessivo di 142,01 punti. Alle nazionali del 2007 a Spokane, nello Stato di Washington, Ashley si è classificata terza dietro Mirai Nagasu e Caroline Zhang, guadagnandosi un posto nella squadra statunitense per i mondiali juniores e salendo per la prima volta su uno dei tre gradini più alti del podio ai campionati nazionali. Ai mondiali juniores del 2007 ad Oberstdorf, in Germania, Ashley ha eseguito correttamente sette salti tripli nel suo programma libero ed ha segnato il suo record personale di 157,15. Al termine della competizione ha vinto la medaglia di bronzo classificandosi dopo le connazionali Zhang e Nagasu e completando il primo podio tutto statunitense nella storia dei mondiali juniores.

### Stagione 2007-2008

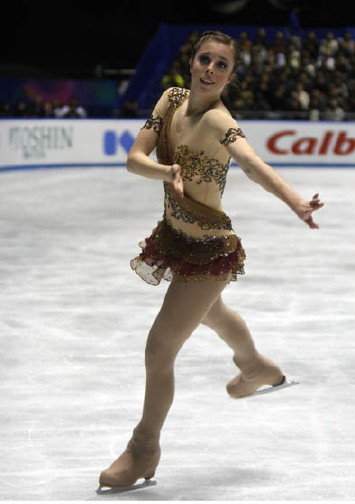
Ashley Wagner all'NHK Trophy 2008

Ashley Wagner è passata alla categoria Senior sia a livello nazionale che internazionale nella stagione 2007-2008. Il suo debutto in una competizione internazionale nella nuova categoria è stato con l'edizione 2007 di Skate Canada a Québec, in Canada. In tale occasione si è classificata quinta con 150,06 punti. due settimane dopo, la Wagner ha vinto la sua prima medaglia internazionale con il bronzo al Trophée Eric Bompard 2007 di Parigi, in Francia. Sul podio prima di lei Mao Asada e la connazionale Kimmie Meissner. Durante questi eventi autunnali del Grand Prix 2007-2008, Ashley ha tentato di eseguire una combinazione triplo lutz-triplo Rittberger per la prima volta in competizione, ma i suoi tentativi sono stati svalutati dai tecnici perché sottoruotati. A proposito del suo primo anno nel Grand Prix, la Wagner ha commentato: "Gareggiare nel Grand Prix ha costretto la mia tecnica di pattinaggio a maturare. Sono una Senior ora e devo pattinare come tale."
A gennaio 2008, Ashley Wagner ha preso parte, per la prima volta nella categoria Senior, ai campionati nazionali, tenutisi a Saint Paul, in Minnesota. Nel programma corto, nel quale ha eseguito una combinazione triplo lutz-triplo Rittberger, si è classificata seconda dietro Mirai Nagasu. Anche nel programma libero, in cui ha eseguito sette salti tripli fra cui la combinazione triplo lutz-triplo Rittberger, si è portata in seconda posizione, questa volta dietro Rachael Flatt. Ha quindi concluso la competizione vincendo la medaglia di bronzo e salendo sul podio con la Nagasu e la Flatt. Quarta classificata e vincitrice della medaglia di peltro è stata invece Caroline Zhang. Dal momento però che le altre tre atlete erano tutte troppo giovani per prendere parte ad un evento del campionato ISU nella categoria Senior, la Wagner è stata l'unica medagliata ad essere chiamata a far parte delle squadre statunitensi per il Quattro Continenti e per i mondiali. Inoltre, avendo vinto il bronzo nella competizione nazionale del 2008, Ashley ha guadagnato la qualificazione automatica per partecipare alle nazionali del 2009.
Al Quattro Continenti del 2008 a Goyang, in Corea del Sud, la Wagner si è classificata dodicesima nel programma corto con 47,29 punti e poi quinta nel libero con 105,17, finendo quindi ottava con 152,46 punti.
Ai mondiali del 2008 a Göteborg, in Svezia, la Wagner si è classificata sedicesima con un punteggio finale pari a 137,40 punti, dopo aver ottenuto l'undicesima posizione nel corto con 51,49 e la quindicesima nel libero, dove a causa di una caduta ha ricevuto 85,91 punti.

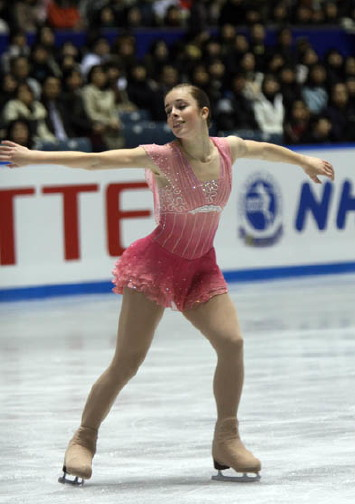
Ashley Wagner durante il programma corto all'edizione 2008 dell'NHK Trophy.

### Stagione 2008-2009
Per la stagione 2008-2009 del Grand Prix, la Wagner è stata assegnata alla Cup of China 2008 ed all'NHK Trophy 2008. In entrambe le occasioni si è classificata quarta, ma ha allo stesso tempo segnato i suoi nuovi record personali nel punteggio totale ed in quello del programma corto.
Ai campionati nazionali del 2009 ha vinto la medaglia di peltro. Ha poi rappresentato gli Stati Uniti ai mondiali juniores a Sofia, in Bulgaria, dove si è classificata terza.

### Stagione 2009-2010
Per la stagione 2009-2010 del Grand Prix, la Wagner è stata assegnata alla Rostelecom Cup 2009, evento nel quale ha vinto la medaglia d'argento ed ha segnato il suo nuovo record personale nel programma lungo e nel punteggio totale. Il suo secondo evento Grand Prix della stagione è stato invece l'NHK Trophy 2009, dove ha vinto il bronzo e si qualificata per la finale. Alla finale del Grand Prix 2009-2010, la Wagner è finita in ultima posizione dopo il programma corto con 54,26 punti, ma è riuscita a ottenere 107,81 punti e la quarta posizione nel programma libero, concludendo quindi quarta con un totale di 162,07 punti.
Ai campionati nazionali del 2010, la Wagner ha vinto per la seconda volta una medaglia di bronzo ed è stata convocata a far parte della squadra per i mondiali juniores, ma si è ritirata prima dell'evento ed è stata sostituita da Kiri Baga.

### Stagione 2010-2011
Nell'estate antecedente la stagione 2010-2011, un problema di pulsazioni cardiache troppo accelerate che aveva già a lungo disturbato la Wagner, ha iniziato a presentarsi più frequentemente. La pattinatrice ha inoltre iniziato a soffrire di violenti spasmi muscolari in tutto il corpo, che la sua allenatrice Priscilla Hill ha definito "una delle cose più terrificanti che io abbia mai visto". L'atleta è stata visitata da numerosi medici che non sono però stati in grado di determinare la causa dei suoi dolori. Infine, il chiropratico e specialista di muscolatura Steve Mathews ha capito che la tensione dei suoi muscoli del collo stava causando lo spostamento di una vertebra che andava così a comprimere vari nervi; la Wagner ha quindi seguito un programma di fisioterapia per ridurre il problema.

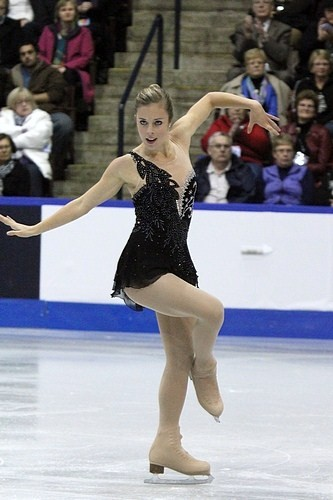
Ashley Wagner a Skate Canada 2011

Ashley Wagner ha provato il proprio nuovo programma libero solo circa sei volte prima di competere all'NHK Trophy del 2010, dove si è classificata quinta. Nella Cup of Russia 2010 ha invece vinto la medaglia di bronzo. Alla fine della stagione, la Wagner ha deciso di lasciare il proprio lavoro part-time in un negozio di jeans e di usare una parte dei soldi che aveva messo da parte per il college per spostarsi in California ed essere allenata da John Nicks.

### Stagione 2011-2012
Ashley Wagner ha iniziato la stagione 2011-2012 con la partecipazione a Skate Canada, dove ha vinto il bronzo dopo essersi classificata seconda nel programma corto e terza nel libero. All'NHK Trophy 2011, la Wagner si è classificata quarta dopo un quinto posto nel programma corto e un terzo posto nel libero. Ai campionati nazionali del 2012, dopo un terzo posto nel programma corto, ha vinto il suo primo titolo nazionale grazie al primo posto nel programma libero.

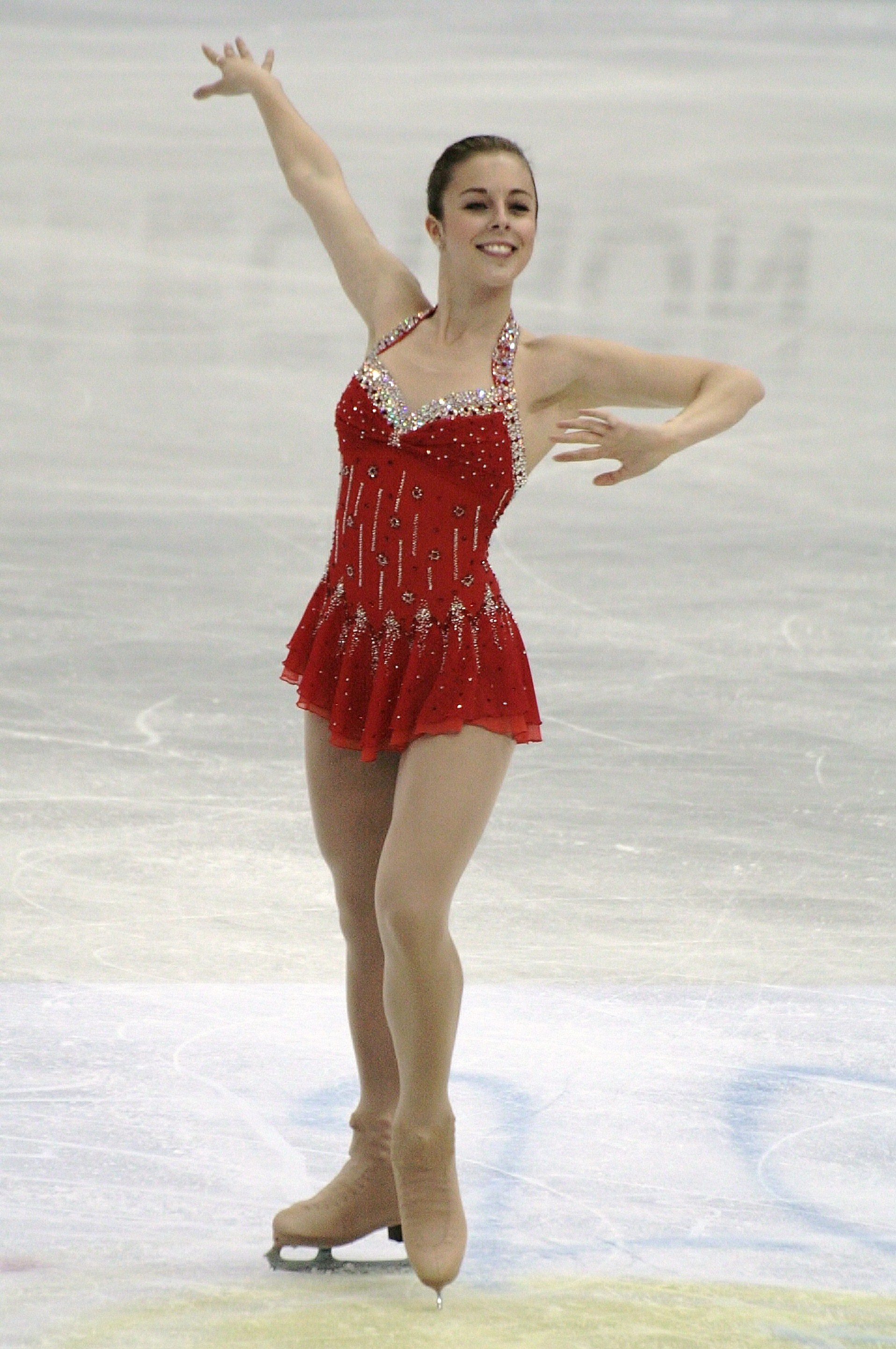
Ashley Wagner durante il programma corto ai mondiali del 2012

Dopo la sua vittoria nazionale, la Wagner è stata convocata per partecipare sia al Quattro Continenti 2012 che ai mondiali del 2012. Al Quattro Continenti si è classificata seconda al termine del programma corto, in cui è atterrata su due piedi all'arrivo di un salto che era stato programmato come una combinazione triplo flip-triplo toe-loop ma ha eseguito correttamente un triplo rittberger ed un doppio axel. Si è poi classificata prima nel programma libero, dove ha inserito sei salti tripli. In conclusione ha vinto la medaglia d'oro superando la due volte campionessa del mondo Mao Asada. I suoi punteggi al Quattro Continenti sono stati i più alti nella categoria femminile a livello mondiale ed il suo punteggio nel programma libero è stato il secondo più alto della stagione dietro quello ottenuto da Carolina Kostner con la vittoria ai mondiali del 2012.
Ai Campionati del Mondo del 2012, Ashley Wagner ha concluso il programma corto in ottava posizione dopo un errore nel triplo flip. Ha poi ottenuto la terza posizione nel programma libero, dove ha eseguito sette salti tripli. Al termine della competizione si è classificata quarta, assicurando in questo modo due posti per le pattinatrici statunitensi ai mondiali 2013.

### Stagione 2012-2013
La pattinatrice americana ha inaugurato la stagione 2012-2013 ottenendo il primo posto nella sezione femminile della competizione Japan Open, evento a squadre organizzato dalla federazione giapponese e nel quale il team del Nord America si è classificato secondo dopo quello giapponese e prima di quello europeo.

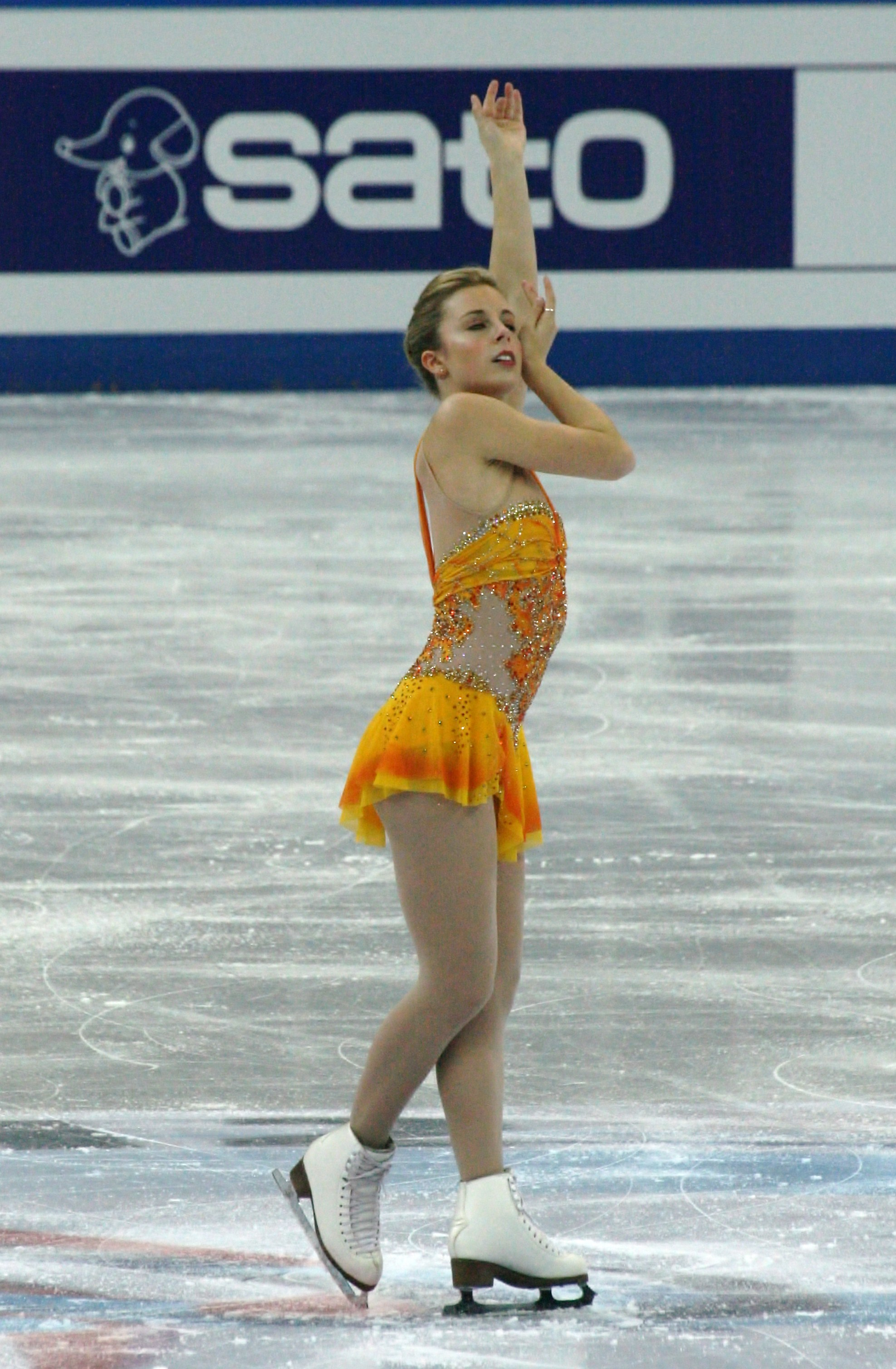
Ashley Wagner durante il programma libero nella Finale del Grand Prix 2012–2013

Nel primo evento del Grand Prix della stagione al quale era stata assegnata, Skate America 2012, Ashley Wagner si è classificata prima in entrambi i segmenti di gara, vincendo, per la prima volta in una competizione del Grand Prix e dopo aver eseguito sei salti tripli nel programma libero, la medaglia d'oro con 188,37 punti. La seconda tappa del circuito alla quale ha partecipato è stato il Trophee Eric Bompard 2012 a Parigi, dove è nuovamente salita sul gradino più alto del podio con 190,63 punti, assicurandosi definitivamente la partecipazione alla finale del Grand Prix.
A Soči, in Russia, Ashley Wagner ha quindi preso parte alla finale del Grand Prix 2012-2013. Il 7 dicembre, nel programma corto, ha ottenuto la seconda posizione con 66,44 punti, al seguito della giapponese Mao Asada. Nel programma libero la pattinatrice è caduta due volte, prima sul triplo salchow e poi su un doppio axel, ma è riuscita a completare il programma e nonostante il quarto posto nel secondo segmento di gara è comunque riuscita a concludere la competizione in seconda posizione, con 181,93 punti.
Nei campionati statunitensi 2013 la Wagner si è classificata prima nel programma corso e seconda nel libero dopo essere caduta due volte ed essere arrivata su due piedi nel salchow. È però riuscita comunque a vincere per la seconda volta consecutiva il titolo nazionale, superando la seconda classificata Gracie Gold. In questo modo è diventata la prima pattinatrice di singolo femminile a vincere consecutivamente il titolo statunitense sin dal 2005, anno in cui tale impresa era riuscita a Michelle Kwan.
Il bagaglio dell'atleta americana, contenente anche i suoi pattini, è stato perso durante il viaggio per i mondiali 2013, ma è stato poi consegnato in tempo per l'allenamento serale del 12 marzo. Nella competizione iridata si è classificata quinta e la sua compagna di squadra, Gracie Gold, sesta. Con tali risultati le due pattinatrici hanno conquistato tre posti per la squadra femminile statunitense alle Olimpiadi di Soči 2014 ed ai mondiali 2014.
Al World Team Trophy 2013 la Wagner si è classificata seconda nella propria categoria, mentre la squadra statunitense ha vinto l'evento.

### Stagione 2013-2014
Per la stagione 2013-2014 Ashley Wagner è stata invitata a partecipare a due eventi del Grand Prix, cioè a Skate America 2013 ed al Trophée Eric Bompard 2013.

### Stagione 2015-2016
Ashley si è qualificata per la finale del grand Prix, arrivando quarta. nei Campionati nazionali è arrivata terza, preceduta da Grecie Gold e Polina Edmuns. qualificata per i Four Continents, ha deciso di non prendervi parte per dedicarsi completamente per i Mondiali.
Ashley ha vinto la medaglia di argento nei Mondiali svoltisi a Boston.

## Cambi di allenatore

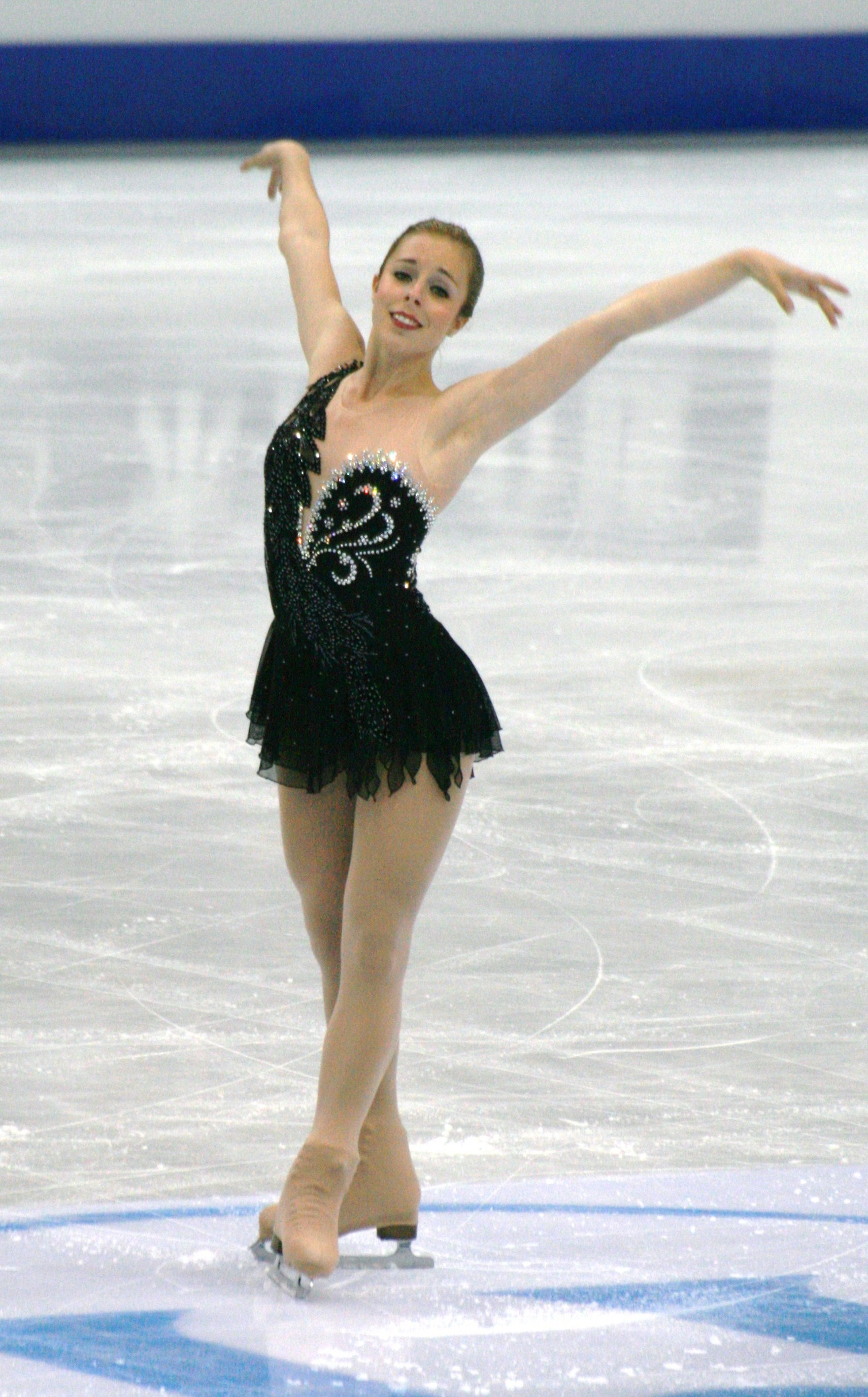
Ashley Wagner durante il programma libero ai mondiali del 2012

Dal momento che la sua famiglia si è trasferita varie volte, Ashley ha lavorato con numerosi allenatori, fra i quali Dody Teachman, ex-coach di Tonya Harding.
Nel gennaio 2002, la Wagner ha iniziato ad allenarsi con Shirley Hughes ad Alexandria, in Virginia. A preparare le coreografie dei suoi programmi di gara è stata Jill Shipstad-Thomas.
Nel giugno 2008, Ashley Wagner ha annunciato che dopo un lungo periodo avrebbe lasciato la sua allenatrice Shirley Hughes per iniziare a lavorare con Priscilla Hill a Wilmington, nel Delaware.
Nel giugno 2011, la pattinatrice ha annunciato che si sarebbe trasferita ad Aliso Viejo, in California, per allenarsi con John Nicks e Phillip Mills presso l'Aliso Viejo Ice Palace.
A novembre 2012, in una intervista, del suo ultimo allenatore, John Nicks, la Wagner ha detto: "ha cambiato un po' la mia tecnica, ma non moltissimo. [...] L'aspetto mentale dell'allenamento è quello in cui mi ha veramente aiutata perché la sicurezza in se stessi permette di sopportare la pressione."
Una settimana dopo il World Team Trophy 2013, il coreografo Phillip Mills ha annunciato di aver presentato le proprie dimissioni ad Ashley.
Il 24 aprile 2013 John Nicks ha annunciato che avrebbe continuato ad allenare la Wagner presso l'Aliso Viejo Ice Palace, ma senza accompagnarla nelle competizioni.
Il 25 giugno 2013, Ashley Wagner ha reso noto che avrebbe iniziato ad allenarsi anche a Lake Arrowhead, in California, con Rafael Arutyunyan, il quale la avrebbe accompagnata nelle competizioni.

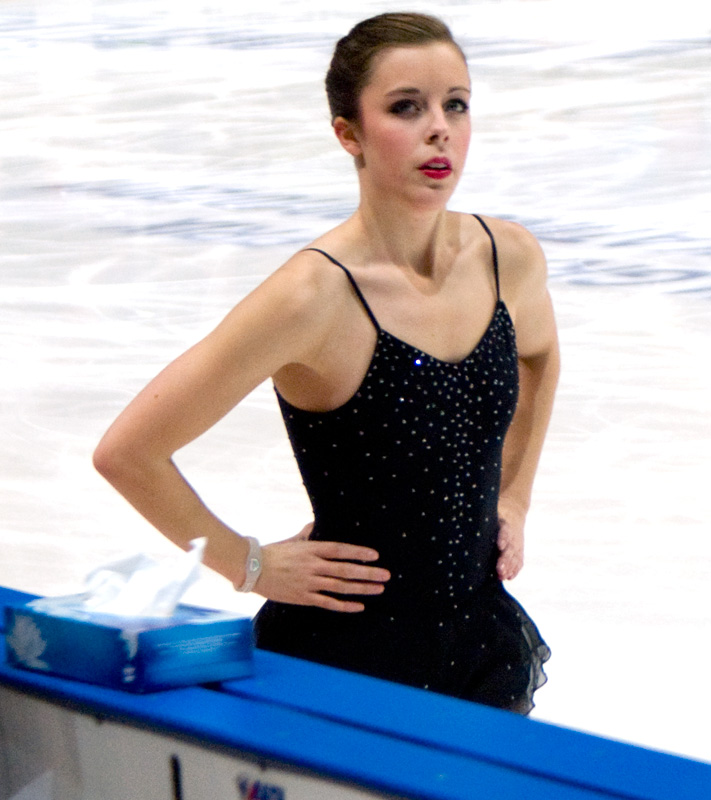
Ashley Wagner durante l'allenamento nella Cup of Russia 2010

## Tecnica di pattinaggio
A differenza della maggior parte dei pattinatori, Ashley Wagner esegue trottole e salti ruotando in senso orario. Inoltre è stata in grado di eseguire correttamente in competizione le combinazioni triplo flip-triplo toe-loop, triplo lutz-triplo rittberger e doppio axel-triplo toe-loop.

## Vita privata
Ashley Wagner è la primogenita ed unica figlia femmina dell'ex-tenente colonnello dell'esercito degli Stati Uniti Eric Wagner, ora in pensione, e di Melissa Wagner, un'insegnante. Essendo figlia di un militare, Ashley è nata in una base dell'esercito americano ad Heidelberg, in Germania, dove suo padre era di stanza in quel periodo. Pur essendo nata in Germania, Ashley è cittadina statunitense in quanto nata da genitori statunitensi. Ha inoltre un fratello minore, Austin, anch'egli pattinatore, il quale gareggia in competizioni di livello nazionale.
A causa della professione paterna, la famiglia Wagner ha traslocato sette volte durante l'infanzia di Ashley, la quale ha quindi vissuto, oltre che in Germania, anche in California, in Alaska, in Kansas, nello stato di Washington, ed in Virginia. Attualmente, Ashley vive ad Alexandria, una città della Virginia, ma il luogo che considera come una casa è Seabeck, nello stato di Washington. Ha frequentato il Northern Virginia Community College attraverso un programma di studio online. Ha frequentato inoltre la West Potomac High School nell'anno scolastico 2007/2008 e prima ancora ha frequentato la Whitman Middle School. Prima di iniziare a seguire i corsi alla Whitman, ha però studiato a casa per metà anno sotto la guida di sua madre, ma ha deciso di tornare alla scuola pubblica perché ne sentiva la mancanza.
Durante la stagione 2009-2010, Ashley ha aperto un suo canale su YouTube. È inoltre una assidua utilizzatrice di Twitter e Facebook.

## Vita pubblica e sponsor
Nel novembre 2012 la Nike ha iniziato a sponsorizzare Ashley Wagner.
Nel dicembre 2012 la Wagner è diventata una "ambasciatrice di stile" per Pandora Jewelry.

## Programmi

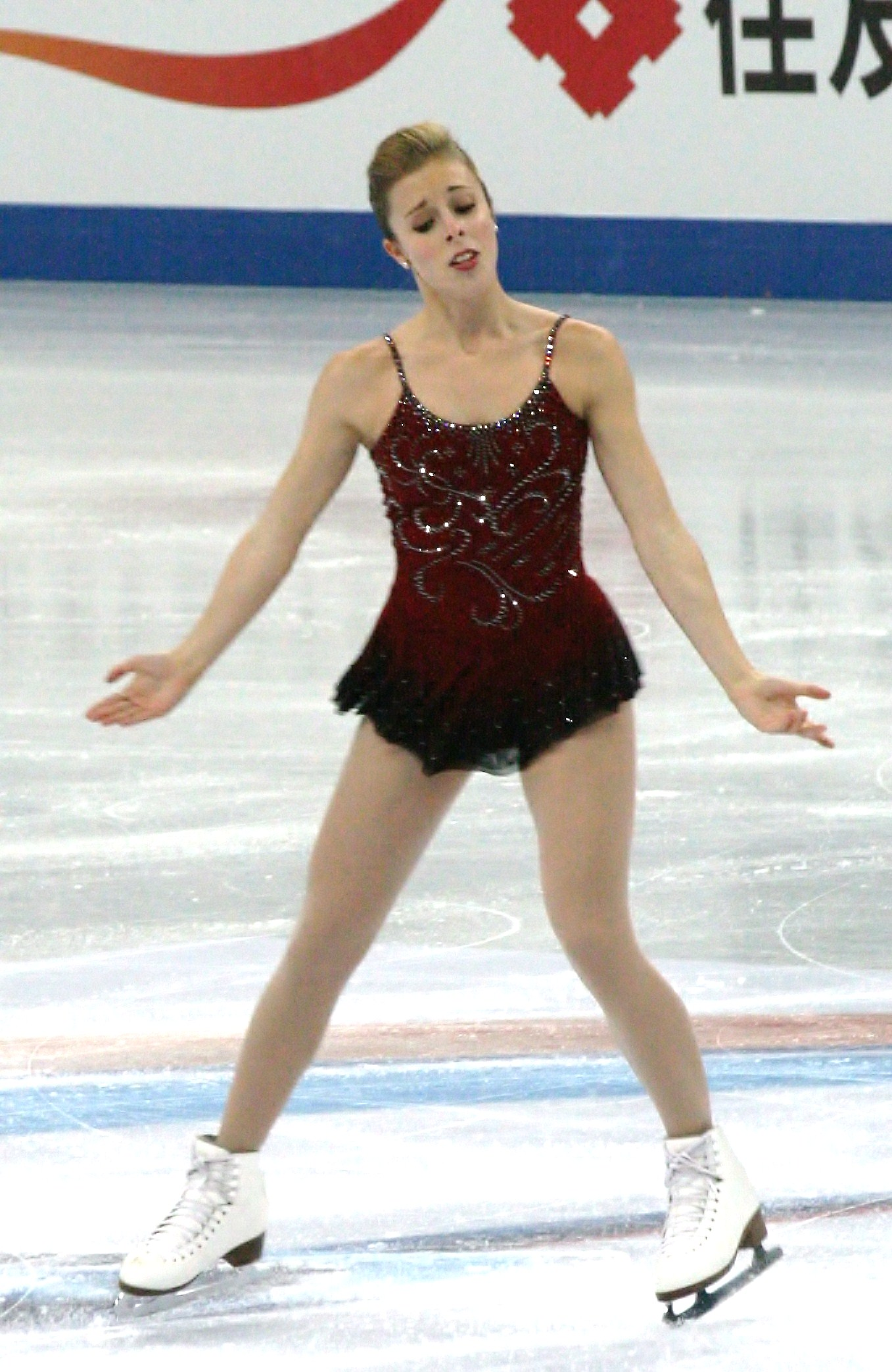
Ashley Wagner durante il programma corto nella Finale del Grand Prix 2012–2013

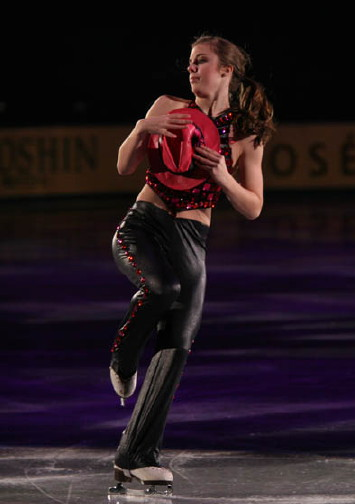
Wagner durante la sua esibizione "Fever" all'NHK Trophy del 2008.

| Stagione  | Programma corto | Programma libero | Esibizione                                                                        |
| --------- | --- | --- | --------------------------------------------------------------------------------- |
| 2013–2014 | Shine on You Crazy Diamond dei Pink Floyd coreografia di Shae-Lynn Bourne                                                                   | Bacchanale da Samson et Dalila di Camille Saint-Saëns coreografia di Phillip Mills Romeo e Giulietta di Sergej Sergeevič Prokof'ev coreografia di David Wilson | Sweet Dreams del duo Eurythmics coreografia di Shae-Lynn Bourne                   |
| 2012–2013 | Il violino rosso di John Corigliano coreografia di Phillip Mills                                                                            | Bacchanale da Samson et Dalila di Camille Saint-Saëns coreografia di Phillip Mills                                                                             | Vienna di Billy Joel Your Song cover di Ellie Goulding Tightrope di Janelle Monáe |
| 2011–2012 | Pollock di Jeff Beal coreografia di Phillip Mills                                                                                           | Il cigno nero colonna sonora di Clint Mansell coreografia di Phillip Mills                                                                                     | Your Song cover di Ellie Goulding On The Floor di Jennifer Lopez & Pitbull        |
| 2010–2011 | Colonna sonora del film C'era una volta in America di Ennio Morricone Kashmir dei Led Zeppelin eseguita dalla London Philharmonic Orchestra | Malagueña di Ernesto Lecuona | Ain't No Other Man di Christina Aguilera                                          |
| 2009–2010 | Colonna sonora del film C'era una volta in America di Ennio Morricone                                                                       | Polovtsian Dances di Aleksandr Porfir'evič Borodin | Speechless di Lady Gaga                                                           |
| 2008–2009 | Colonna sonora del film Ovunque nel tempo di John Barry                                                                                     | Spartak di Aram Il'ič Chačaturjan | Fever di Bette Midler                                                             |
| 2007–2008 | Henry VIII di Camille Saint-Saëns | Tango Jalousie di Jacob Gade Mambo Jambo di Pérez Prado | Bye Bye Blackbird di Liza Minnelli                                                |
| 2006–2007 | The Cotton Club di Duke Ellington | Summertime di George Gershwin | Steam Heat                                                                        |
| 2005–2006 | Colonna sonora del film Enrico V di Patrick Doyle                                                                                           | Colonna sonora del film Scent of a Woman - Profumo di donna di Thomas Newman e José Padilla                                                                    |                                                                                   |

## Palmarès

### Dalla stagione 2005-2006
| Internazionali | Internazionali | Internazionali | Internazionali | Internazionali | Internazionali | Internazionali | Internazionali | Internazionali | Internazionali | Internazionali | Internazionali | Internazionali | Internazionali | Internazionali | Internazionali |
| Evento | 2005–06        | 2006–07        | 2007–08        | 2008–09        | 2009–10        | 2010–11        | 2011–12        | 2012–13        | 2013-14        | 2014-15        | 2015-16        | 2016-17        | 2017-18        |                |                |
| --- | -------------- | -------------- | -------------- | -------------- | -------------- | -------------- | -------------- | -------------- | -------------- | -------------- | -------------- | -------------- | -------------- | -------------- | -------------- |
| Giochi olimpici invernali |                |                |                |                |                |                |                |                | 7º             |                |                |                |                |                |                |
| Campionati mondiali |                |                | 16º            |                |                |                | 4º             | 5º             | 7º             | 5°             | 2º             | 7°             | R              |                |                |
| Quattro continenti |                |                | 8º             |                |                |                | 1º             |                |                |                |                |                | R              |                |                |
| GP Finale |                |                |                |                | 4º             |                |                | 2º             | 3º             | 3º             |                |                |                |                |                |
| GP NHK Trophy |                |                |                | 4º             | 3º             | 5º             | 4º             |                |                |                |                |                |                |                |                |
| GP Cup of Russia |                |                |                |                | 2º             | 3º             |                |                |                |                |                |                |                |                |                |
| GP Cup of China |                |                |                | 4º             |                |                |                |                |                |                |                | 6°             |                |                |                |
| GP Trophée Eric Bompard |                |                | 3º             |                |                |                |                | 1º             | 1º             | 3º             |                |                |                |                |                |
| GP Skate Canada |                |                | 5º             |                |                |                | 3º             |                |                | 2º             |                |                |                |                |                |
| GPSkate America |                |                |                |                |                |                |                | 1º             | 2º             |                | 1º             | R              |                |                |                |
| Internazionali - Categoria Junior |                |                |                |                |                |                |                |                |                |                |                |                |                |                |                |
| Campionati mondiali |                | 3º             |                | 3º             |                |                |                |                |                |                |                |                |                |                |                |
| JGP Finale |                | 2º             |                |                |                |                |                |                |                |                |                |                |                |                |                |
| JGP Francia |                | 1º             |                |                |                |                |                |                |                |                |                |                |                |                |                |
| JGP Paesi Bassi |                | 1º             |                |                |                |                |                |                |                |                |                |                |                |                |                |
| Triglav Trophy | 1º J.          |                |                |                |                |                |                |                |                |                |                |                |                |                |                |
| Nazionali |                |                |                |                |                |                |                |                |                |                |                |                |                |                |                |
| Campionati statunitensi | 4º J.          | 3º J.          | 3º             | 4º             | 3º             | 6º             | 1º             | 1º             | 4º             | 1º             | 3º             | 2º             | 4º             |                |                |
| Pacific Coast Sectionals | 1º J.          |                |                |                |                |                |                |                |                |                |                |                |                |                |                |
| NW Pacific Regionals | 1º J.          |                |                |                |                |                |                |                |                |                |                |                |                |                |                |
| Eventi in squadra |                |                |                |                |                |                |                |                |                |                |                |                |                |                |                |
| Giochi olimpici invernali |                |                |                |                |                |                |                |                | 3º             |                |                |                |                |                |                |
| World Team Trophy |                |                |                |                |                |                | 2ºS / 3ºP      | 1ºS / 2ºP      |                | 1ºS / 4ºP      |                | 3ºS / 6ºP      |                |                |                |
| Japan Open |                |                |                |                |                |                |                | 2ºS / 1ºP      | 2ºS / 3ºP      | 2ºS / 6ºP      | 2ºS / 5ºP      | 3ºS / 3ºP      |                |                |                |
| Team Challenge Cup |                |                |                |                |                |                |                |                |                |                | 1ºS / 3ºP      |                |                |                |                |
| R = Ritirata; J. = Categoria Junior S = Risultato della squadra; P = Risultato Personale (N.B. le medaglie sono state consegnate solo per i risultati della squadra) |                |                |                |                |                |                |                |                |                |                |                |                |                |                |                |

### Fino alla stagione 2004-2005
| Nazionali o del Nord America                                               | Nazionali o del Nord America | Nazionali o del Nord America | Nazionali o del Nord America | Nazionali o del Nord America | Nazionali o del Nord America | Nazionali o del Nord America | Nazionali o del Nord America | Nazionali o del Nord America | Nazionali o del Nord America | Nazionali o del Nord America | Nazionali o del Nord America | Nazionali o del Nord America |
| Evento                                                                     | 2001–02                      | 2002–03                      | 2003–04                      | 2004–05                      |                              |                              |                              |                              |                              |                              |                              |                              |
| -------------------------------------------------------------------------- | ---------------------------- | ---------------------------- | ---------------------------- | ---------------------------- | ---------------------------- | ---------------------------- | ---------------------------- | ---------------------------- | ---------------------------- | ---------------------------- | ---------------------------- | ---------------------------- |
| Campionati nazionali                                                       |                              |                              |                              | 7º N.                        |                              |                              |                              |                              |                              |                              |                              |                              |
| Campionati nazionali Jr.                                                   |                              | 17º I.                       |                              |                              |                              |                              |                              |                              |                              |                              |                              |                              |
| North American Challenge Skate                                             |                              |                              |                              | 5º N.                        |                              |                              |                              |                              |                              |                              |                              |                              |
| Pacific Coast Sectionals                                                   |                              |                              | 10º N.                       | 1º N.                        |                              |                              |                              |                              |                              |                              |                              |                              |
| NW Pacific Regionals                                                       | 2º G.                        | 2º I.                        | 2º N.                        | 1º N.                        |                              |                              |                              |                              |                              |                              |                              |                              |
| G. = Categoria Giovanile; I. = Categoria Intermedia; N. = Categoria Novice |                              |                              |                              |                              |                              |                              |                              |                              |                              |                              |                              |                              |

## Risultati in dettaglio

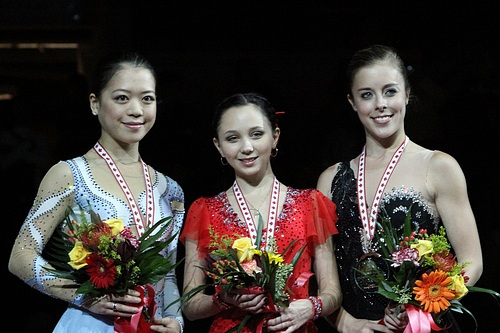
Ashley Wagner (a destra) alla premiazione di Skate Canada 2011

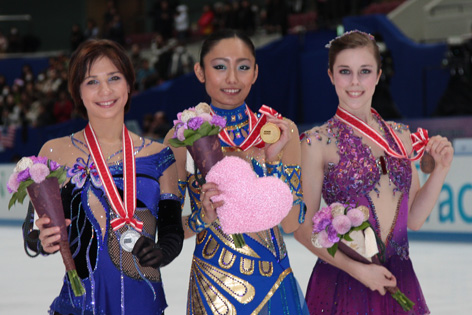
Ashley Wagner (a destra) alla premiazione dell'NHK Trophy 2009

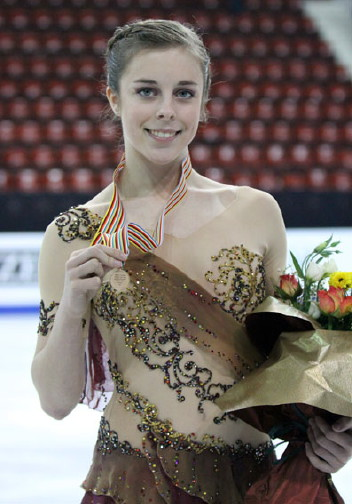
Ashley Wagner sul podio ai campionati mondiali juniores 2009

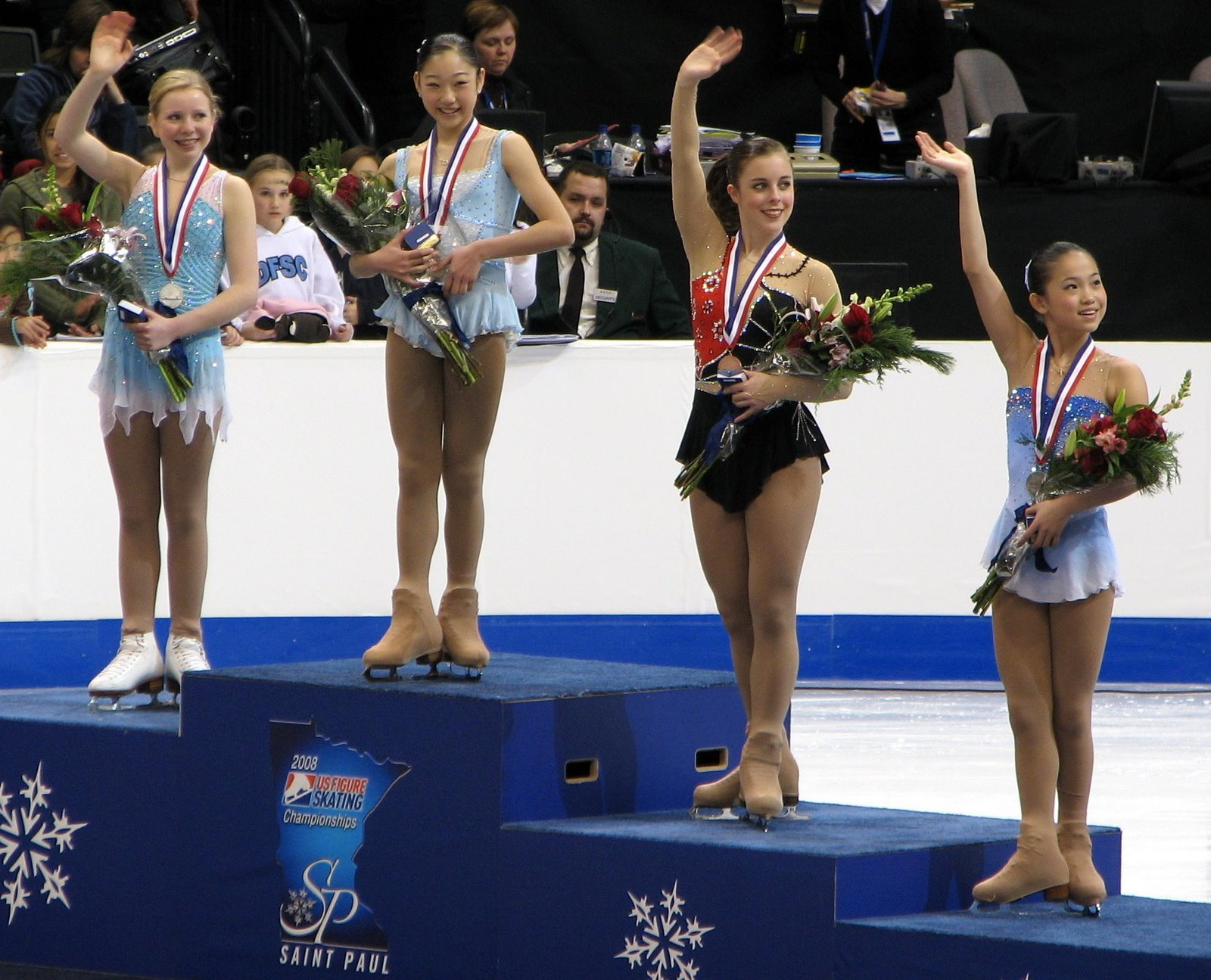
Premiazione dei campionati nazionali del 2008. Da sinistra a destra: Rachael Flatt (argento), Mirai Nagasu (oro), Ashley Wagner (bronzo), Caroline Zhang (peltro).

| stagione 2013-2014  | stagione 2013-2014             | stagione 2013-2014 | stagione 2013-2014 | stagione 2013-2014 |
| Data                | Evento                         | PC                 | PL                 | Totale             |
| ------------------- | ------------------------------ | ------------------ | ------------------ | ------------------ |
| 7-23 febbraio 2014  | Giochi olimpici invernali 2014 | 6 65.21            | 7 127.99           | 7 193.20           |
| 9-11 gennaio 2014   | Campionati nazionali 2014      | 4 64.71            | 5 118.03           | 4 182.74           |
| 5-8 dicembre 2013   | Finale del Grand Prix 2013     | 3 68.14            | 3 119.47           | 3 187.61           |
| 15-17 novembre 2013 | Trophée Eric Bompard 2013      | 1 66.75            | 2 127.62           | 1 194.37           |
| 18-20 ottobre 2013  | Skate America 2013             | 2 69.26            | 2 124.55           | 2 193.81           |

| stagione 2012-2013  | stagione 2012-2013        | stagione 2012-2013 | stagione 2012-2013 | stagione 2012-2013 |
| Data                | Evento                    | PC                 | PL                 | Totale             |
| ------------------- | ------------------------- | ------------------ | ------------------ | ------------------ |
| 11–14 aprile 2013   | World Team Trophy 2013    | 4 59.77            | 2 128.83           | 2 188.60           |
| 11–17 marzo 2013    | Campionati mondiali 2013  | 5 63.98            | 6 123.36           | 5 187.34           |
| 19-27 gennaio 2013  | Campionati nazionali 2013 | 1 67.57            | 2 121.27           | 1 188.84           |
| 6–9 dicembre 2012   | Grand Prix Final 2012     | 2 66.44            | 4 115.49           | 2 181.93           |
| 16–18 novembre 2012 | Trophée Eric Bompard 2012 | 2 63.09            | 1 127.54           | 1 190.63           |
| 19–21 ottobre 2012  | Skate America 2012        | 1 60.61            | 1 127.76           | 1 188.37           |

| Stagione 2011–2012        | Stagione 2011–2012                     | Stagione 2011–2012 | Stagione 2011–2012 | Stagione 2011–2012 |
| Data                      | Evento                                 | PC                 | PL                 | Totale             |
| ------------------------- | -------------------------------------- | ------------------ | ------------------ | ------------------ |
| 26 marzo – 1º aprile 2012 | Campionati mondiali 2012               | 8 56.42            | 3 120.35           | 4 176.77           |
| 7–12 febbraio 2012        | Campionati dei Quattro continenti 2012 | 2 64.07            | 1 128.34           | 1 192.41           |
| 22–29 gennaio 2012        | Campionati nazionali 2012              | 3 63.06            | 1 123.96           | 1 187.02           |
| 11–13 novembre 2011       | NHK Trophy 2011                        | 5 55.88            | 3 109.77           | 4 165.65           |
| 27–30 ottobre 2011        | Skate Canada 2011                      | 2 54.50            | 3 110.98           | 3 165.48           |

| Stagione 2010–2011  | Stagione 2010–2011        | Stagione 2010–2011 | Stagione 2010–2011 | Stagione 2010–2011 |
| Data                | Evento                    | PC                 | PL                 | Totale             |
| ------------------- | ------------------------- | ------------------ | ------------------ | ------------------ |
| 22–30 gennaio 2011  | Campionati nazionali 2011 | 7 54.63            | 5 110.73           | 6 165.36           |
| 19–21 novembre 2010 | Cup of Russia 2010        | 3 56.17            | 3 110.85           | 3 167.02           |
| 22–24 ottobre 2010  | NHK Trophy 2010           | 4 52.93            | 6 90.80            | 5 143.73           |

| Stagione 2009–2010 | Stagione 2009–2010              | Stagione 2009–2010 | Stagione 2009–2010 | Stagione 2009–2010 |
| Data               | Evento                          | PC                 | PL                 | Totale             |
| ------------------ | ------------------------------- | ------------------ | ------------------ | ------------------ |
| 14–24 gennaio 2010 | Campionati nazionali 2010       | 4 62.55            | 2 122.15           | 3 184.70           |
| 3–6 dicembre 2009  | Finale del Grand Prix 2009–2010 | 6 54.26            | 4 107.81           | 4 162.07           |
| 5–8 novembre 2009  | NHK Trophy 2009                 | 1 56.54            | 3 99.45            | 3 155.99           |
| 22–25 ottobre 2009 | Cup of Russia 2009              | 5 55.16            | 2 108.81           | 2 163.97           |

| Stagione 2008–2009          | Stagione 2008–2009                | Stagione 2008–2009 | Stagione 2008–2009 | Stagione 2008–2009 | Stagione 2008–2009 |
| Data                        | Evento                            | Livello            | PC                 | PL                 | Totale             |
| --------------------------- | --------------------------------- | ------------------ | ------------------ | ------------------ | ------------------ |
| 23 febbraio – 1º marzo 2009 | Campionati mondiali juniores 2009 | Junior             | 2 57.50            | 3 96.07            | 3 153.57           |
| 18–25 gennaio 2009          | Campionati nazionali 2009         | Senior             | 12 50.28           | 1 115.05           | 4 165.33           |
| 27–30 novembre 2008         | NHK Trophy 2008                   | Senior             | 2 61.52            | 5 99.58            | 4 161.10           |
| 5–9 novembre 2008           | Cup of China 2008                 | Senior             | 4 55.40            | 4 100.19           | 4 155.59           |

| Stagione 2007–2008  | Stagione 2007–2008                     | Stagione 2007–2008 | Stagione 2007–2008 | Stagione 2007–2008 |
| Data                | Evento                                 | PC                 | PL                 | Totale             |
| ------------------- | -------------------------------------- | ------------------ | ------------------ | ------------------ |
| 17–23 marzo 2008    | Campionati mondiali 2008               | 11 51.49           | 15 85.91           | 16 137.40          |
| 11–17 febbraio 2008 | Campionati dei Quattro continenti 2008 | 12 47.29           | 5 105.17           | 8 152.46           |
| 20–27 gennaio 2008  | Campionati nazionali 2008              | 2 65.15            | 2 123.41           | 3 188.56           |
| 15–18 novembre 2007 | Trophée Eric Bompard 2007              | 5 50.48            | 2 108.15           | 3 158.63           |
| 1º–4 novembre 2007  | Skate Canada 2007                      | 8 50.86            | 5 99.20            | 5 150.06           |

| Stagione 2006–2007       | Stagione 2006–2007                 | Stagione 2006–2007 | Stagione 2006–2007 | Stagione 2006–2007 | Stagione 2006–2007 |
| Data                     | Evento                             | Livello            | PC                 | PL                 | Totale             |
| ------------------------ | ---------------------------------- | ------------------ | ------------------ | ------------------ | ------------------ |
| 26 febbraio–4 marzo 2007 | Campionati mondiali juniores 2007  | Junior             | 3 51.67            | 3 105.48           | 3 157.15           |
| 21–28 gennaio 2007       | Campionati nazionali 2007          | Junior             | 4 51.20            | 3 94.66            | 3 145.86           |
| 7–10 dicembre 2006       | Finale Junior Grand Prix 2006–2007 | Junior             | 3 48.65            | 2 93.36            | 2 142.01           |
| 5–7 ottobre 2006         | Junior Grand Prix - Olanda         | Junior             | 4 44.98            | 1 89.00            | 1 133.98           |
| 23–26 agosto 2006        | Junior Grand Prix - Francia        | Junior             | 1 49.52            | 1 85.43            | 1 134.95           |

| Stagione 2005–2006  | Stagione 2005–2006                            | Stagione 2005–2006 | Stagione 2005–2006 | Stagione 2005–2006 | Stagione 2005–2006 |
| Data                | Evento                                        | Livello            | PC                 | PL                 | Totale             |
| ------------------- | --------------------------------------------- | ------------------ | ------------------ | ------------------ | ------------------ |
| 12–16 aprile 2006   | Triglav Trophy 2006                           | Junior             | 3 38.74            | 1 78.36            | 1 117.10           |
| 7–15 gennaio 2006   | Campionati nazionali 2006                     | Junior             | 2 45.85            | 4 86.60            | 4 132.45           |
| 15–19 novembre 2005 | Pacific Coast Sectional Championships 2006    | Junior             | 1 41.50            | 1 83.72            | 1 125.22           |
| 19–22 ottobre 2005  | Northwest Pacific Regional Championships 2006 | Junior             | 1                  | 1                  | 1                  |

| Stagione 2004–2005  | Stagione 2004–2005                            | Stagione 2004–2005 | Stagione 2004–2005 | Stagione 2004–2005 | Stagione 2004–2005 |
| Data                | Evento                                        | Livello            | PC                 | PL                 | Totale             |
| ------------------- | --------------------------------------------- | ------------------ | ------------------ | ------------------ | ------------------ |
| 9–16 gennaio 2005   | Campionati nazionali 2005                     | Novice             | 8                  | 5                  | 7                  |
| 11–13 novembre 2004 | Pacific Coast Sectional Championships 2005    | Novice             | 2                  | 1                  | 1                  |
| 19–23 ottobre 2004  | Northwest Pacific Regional Championships 2005 | Novice             | 1                  | 1                  | 1                  |

| Stagione 2003–2004  | Stagione 2003–2004                            | Stagione 2003–2004 | Stagione 2003–2004 | Stagione 2003–2004 | Stagione 2003–2004 | Stagione 2003–2004 |
| Data                | Evento                                        | Livello            | TQ                 | PC                 | PL                 | Totale             |
| ------------------- | --------------------------------------------- | ------------------ | ------------------ | ------------------ | ------------------ | ------------------ |
| 11–15 novembre 2003 | Pacific Coast Sectional Championships 2004    | Novice             |                    | 11                 | 10                 | 10                 |
| 14–18 ottobre 2003  | Northwest Pacific Regional Championships 2004 | Novice             | 2                  | 3                  | 2                  | 2                  |

- TQ = Turno di qualificazione; PC = Programma corto; PL = Programma libero
- Piccole medaglie per i risultati del programma corto e del libero vengono date soltanto nei campionati ISU
- Le medaglie di peltro per la quarta classificata vengono conferite soltanto negli eventi nazionali e regionali statunitensi